# Marigny-Brizay
Marigny-Brizay è un comune francese di 1 159 abitanti situato nel dipartimento della Vienne nella regione della Nuova Aquitania.

## Società

### Evoluzione demografica
Abitanti censiti